# Agenzia Fides

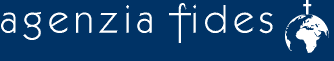
Logo dell'Agenzia Fides

L'Agenzia Fides è un'agenzia di stampa delle Pontificie Opere Missionarie con sede nel Palazzo di Propaganda Fide, a Roma.
È nata nel 1927 come prima Agenzia missionaria della Chiesa ed è tra le prime agenzie di stampa nel mondo, al servizio dell'informazione e dell'animazione missionaria. Venne fondata su proposta del Consiglio Superiore Generale della Pontificia Opera della Propagazione della Fede che desiderava far conoscere le missioni attraverso la stampa, favorire l'animazione missionaria, suscitare la cooperazione all'opera missionaria della Chiesa cattolica mediante la promozione vocazionale e gli aiuti spirituali e materiali.

## Storia
Il progetto dell'Agenzia Fides venne benedetto da papa Pio XI. Alle prime edizioni in lingua inglese, francese e polacca (quest'ultima per un breve periodo) seguirono quelle in lingua italiana (1929), spagnola (1930) e tedesca (1932). In tempi più recenti si sono aggiunte le edizioni in lingua cinese (1998), portoghese (2002) e arabo (2008).
Le centinaia di volumi che raccolgono i dispacci nelle diverse lingue, costituiscono un vero patrimonio informativo dell'evangelizzazione missionaria della Chiesa nel Novecento: uno dei periodi decisivi per lo sviluppo delle giovani Chiese, con la rapida evoluzione delle strutture territoriali, la preparazione del clero locale e l'erezione della gerarchia episcopale indigena.
Il primo direttore dell'Agenzia Fides fu lo statunitense p. John Considine, dei Missionari di Maryknoll (MM). Negli ultimi anni si sono succeduti alla Direzione dell'Agenzia: monsignor Jesus Irigoyen (della diocesi di Pamplona, Spagna); don Antonio Ugenti, della Società San Paolo; il dott. Angelo Scelzo; p. Bernardo Cervellera, del Pontificio Istituto Missioni Estere (PIME), il prof. Luca de Mata.

## Missionari uccisi
Alla fine di ogni anno, l'agenzia pubblica l'elenco di tutti gli operatori pastorali (non solo missionari, quindi) uccisi nel mondo.

## Archivio fotografico
L'archivio fotografico dell'Agenzia Fides comprende circa 10.000 fotografie che documentano la storia delle missioni cattoliche dagli anni 1930 al 1990. In gran parte digitalizzato, era consultabile sul portale dell'Agenzia.